# 토미 존 수술을 받은 야구 선수 목록

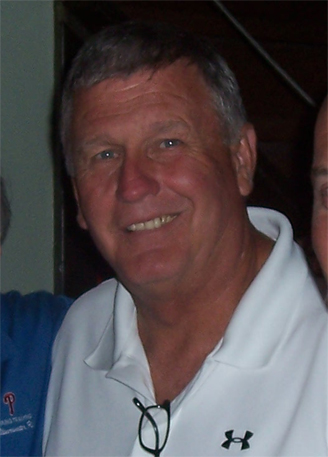
토미 존은 토미 존 수술을 받은 최초의 야구 선수였다.

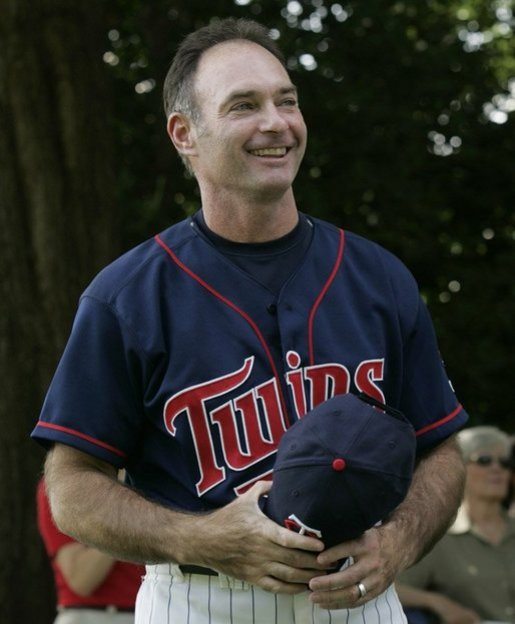
폴 몰리터는 토미 존 수술을 받은 선수 중 최초로 명예의 전당에 입성한 선수였다.

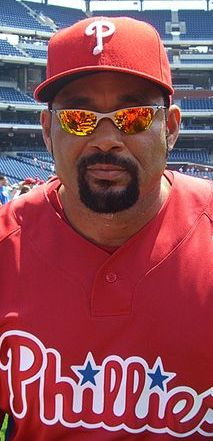
호세 메사는 미국 이외의 국가에서 태어난 선수 중 최초로 수술을 받은 선수 중 한 명이었다.

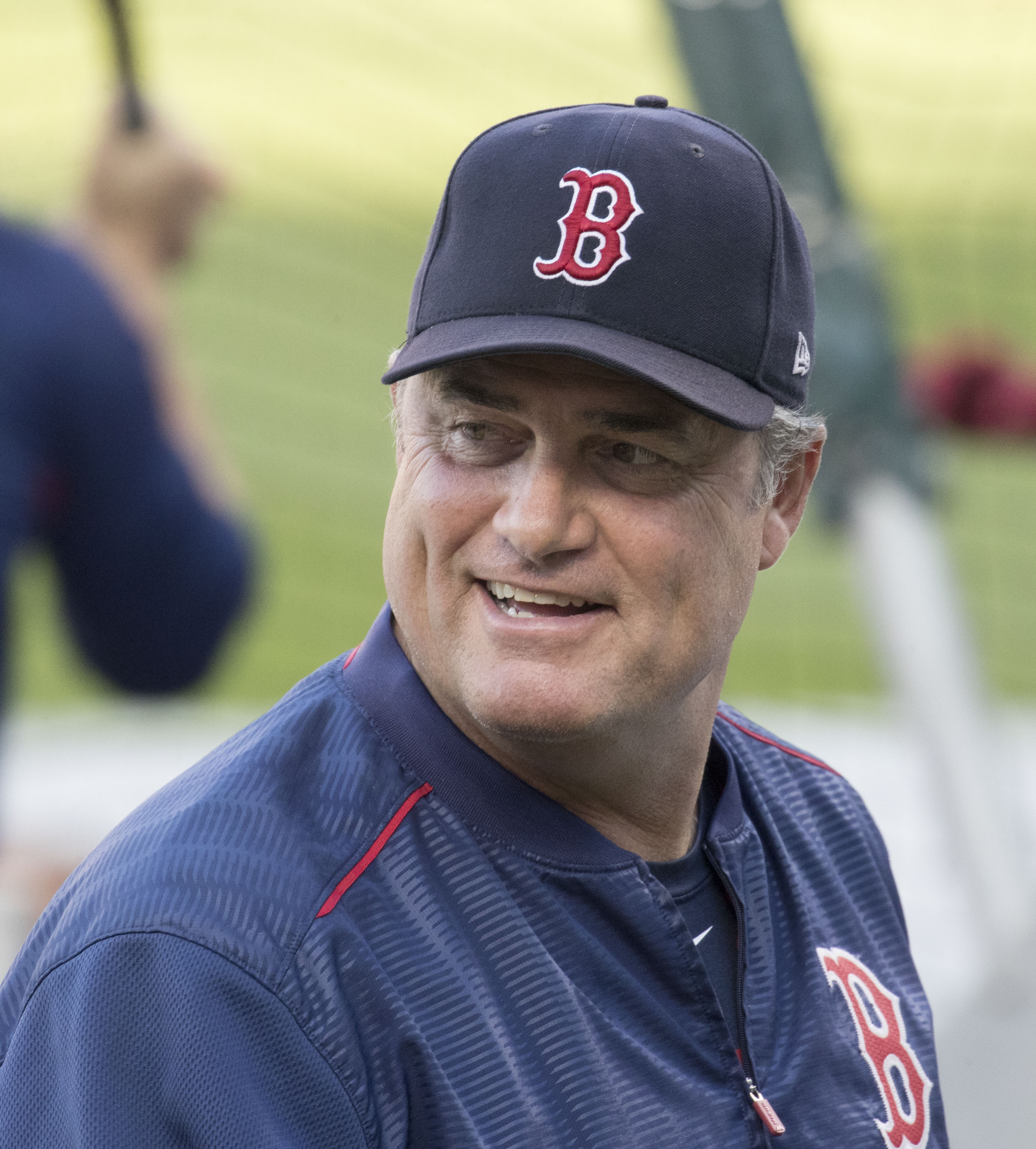
존 패럴은 아마도 두 번 수술을 받은 최초의 선수일 것이다.

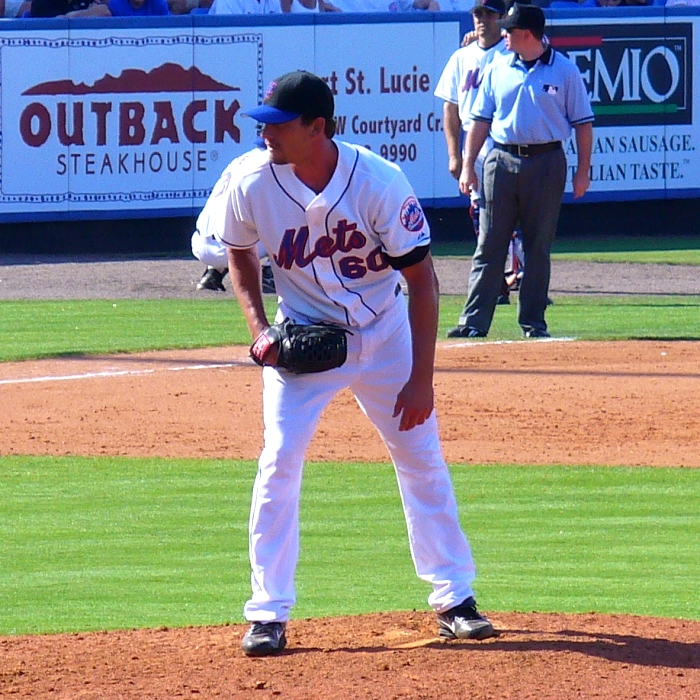
스콧 셰노와이스는 대학 야구 선수로 활동 중 수술을 받은 최초의 선수 중 한 명이었다.

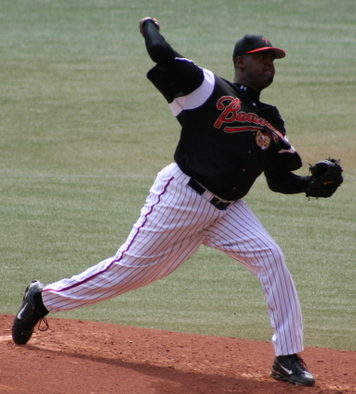
듀온 브라질턴은 고등학교 시절 수술을 받은 최초의 선수 중 한 명이었다.

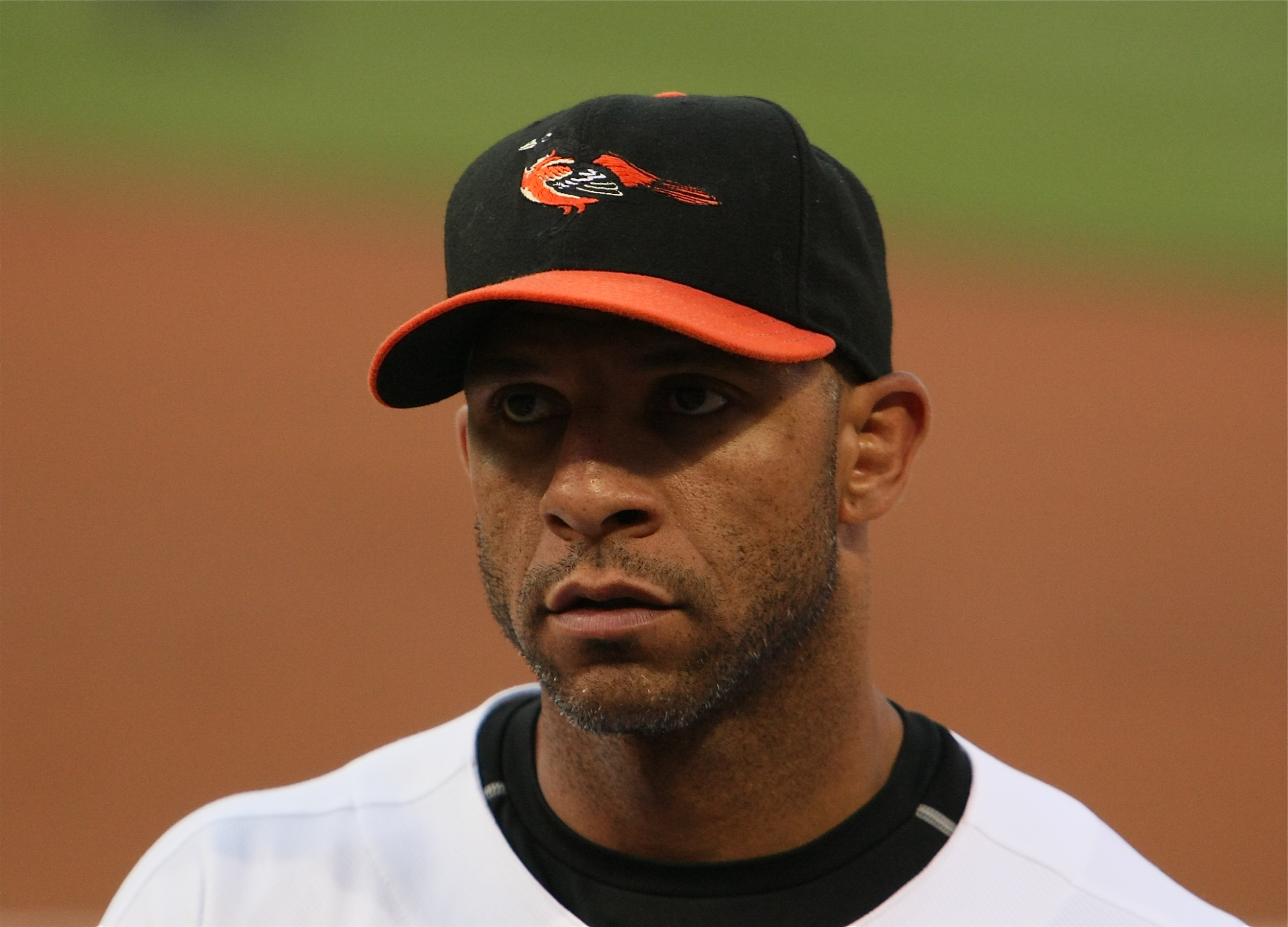
제이 페이턴은 두 번 수술을 받은 최초의 포지션 플레이어 중 한 명이었다.

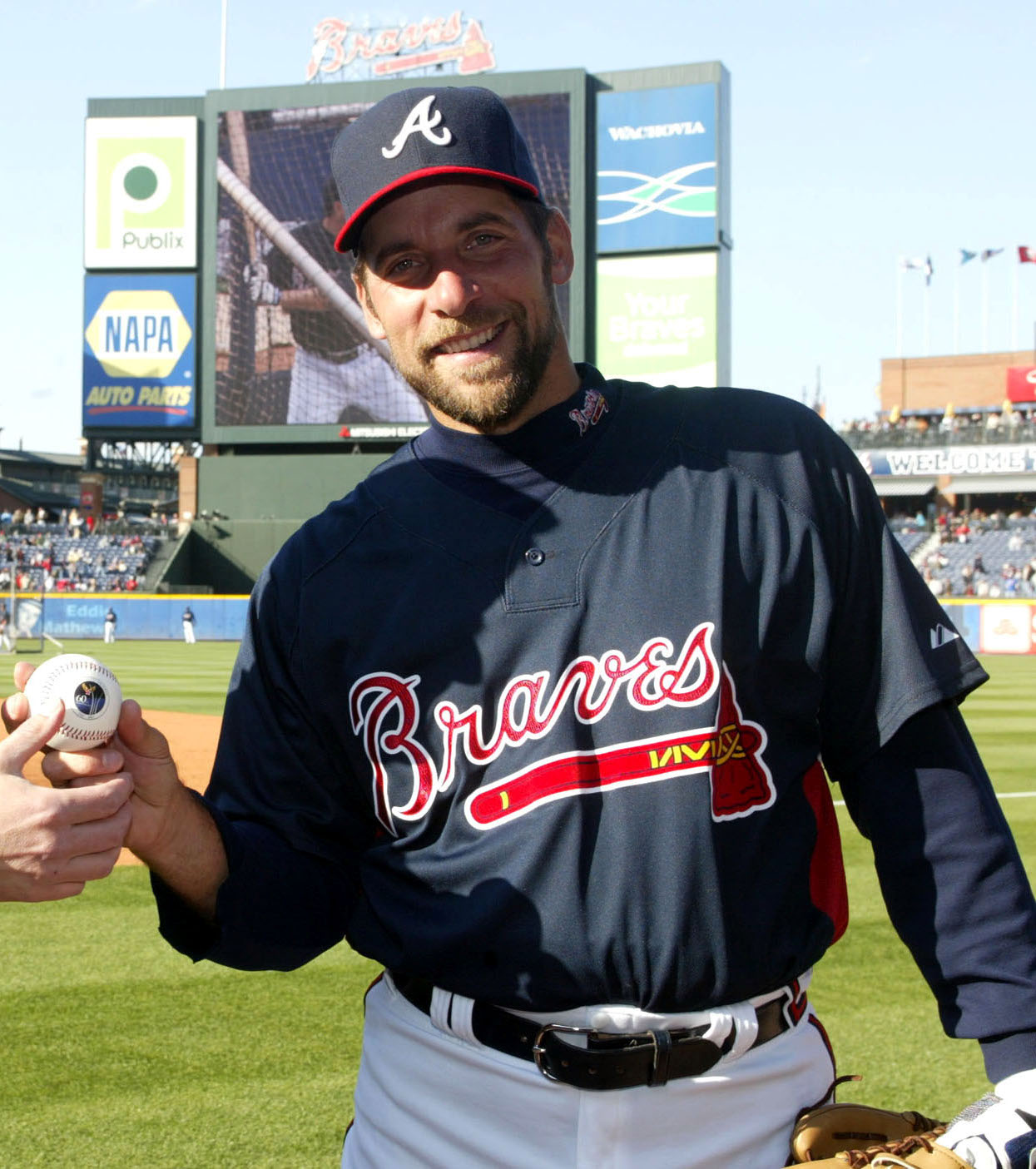
존 스몰츠는 수술을 받은 투수 중 최초로 명예의 전당에 입성했다.

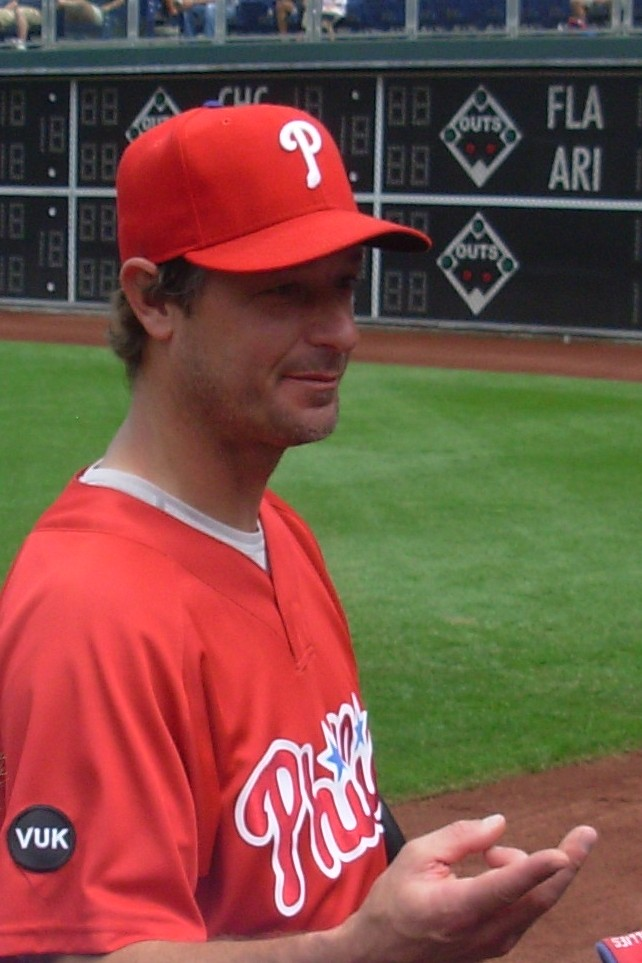
제이미 모이어는 수술을 받은 최고령 선수이다.

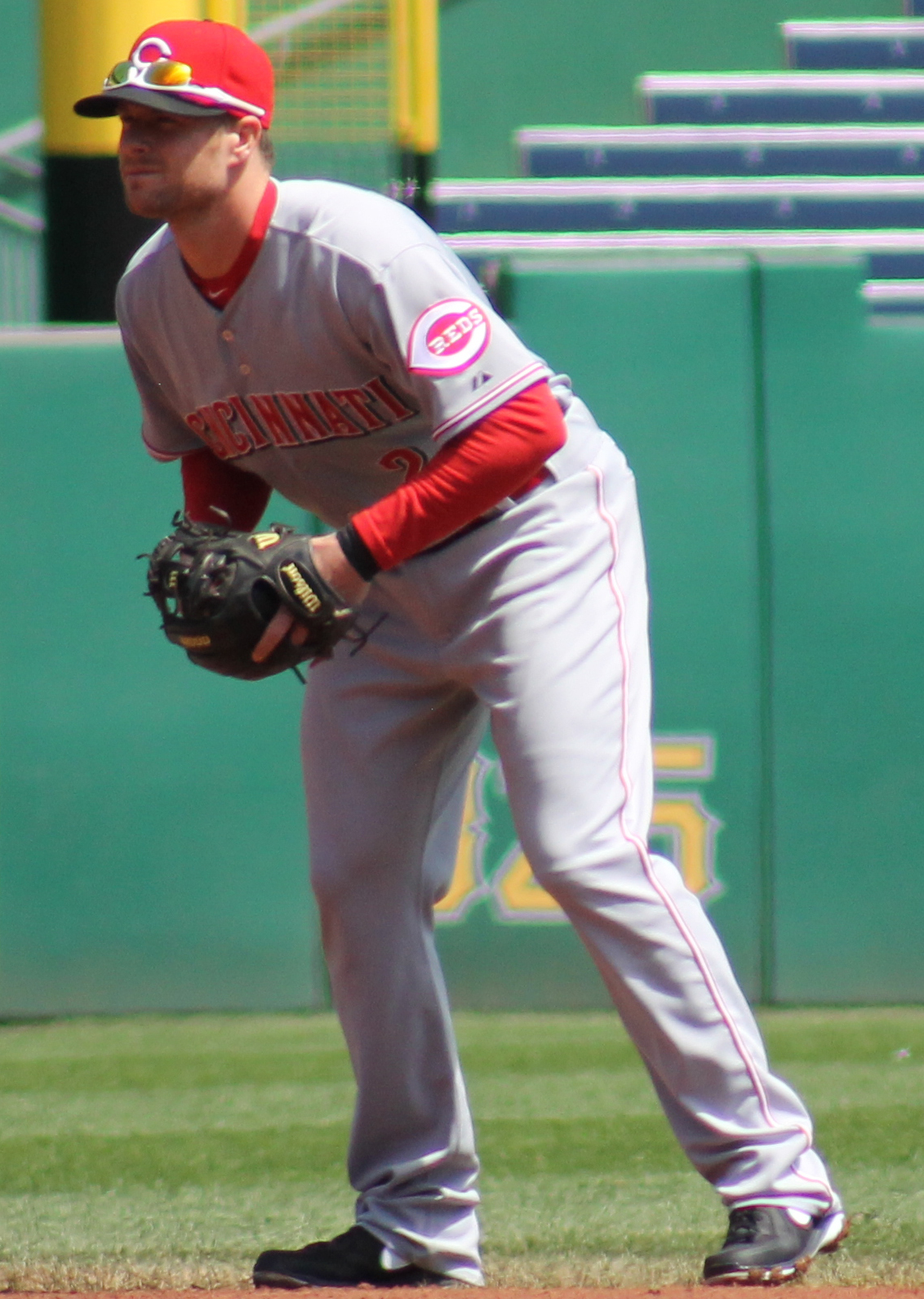
잭 코자트는 던지지 않는 팔에 수술을 받은 최초의 선수였다.

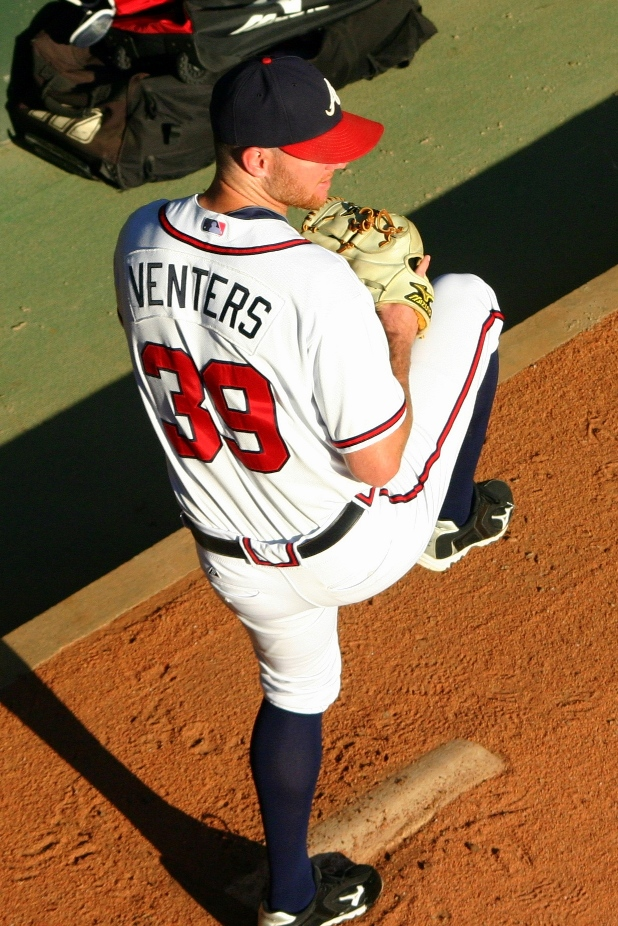
조니 벤터스는 두 번 이상 수술을 받은 유일한 선수 중 한 명이다.

토미 존 수술(Tommy John surgery, TJS)은 의학 수술에서 척측측부인대(ulnar collateral ligament, UCL) 재건술로 알려져 있으며, 환자 자신의 몸에서 얻은 힘줄이나 기증된 시체 조직에서 얻은 힘줄을 이용하여 팔꿈치 척골 측부 인대를 대체하는 외과적 이식 절차이다. 이 절차는 여러 스포츠, 특히 야구에서 대학 및 프로 선수들 사이에서 흔히 시행된다.
이 절차는 1974년 로스앤젤레스 다저스 팀 주치의였던 정형외과 의사 프랭크 조브 박사에 의해 처음 시행되었다. 수술은 이 수술을 처음 받은 토미 존의 이름을 따서 명명되었다. 존은 선수 생활 동안 288승을 거두었는데, 수술 전 124승, 수술 후 164승을 기록했다. 많은 선수들이 이후 수술을 받았으며, 일부는 여러 번 받았다. 세 명의 선수(폴 몰리터, 존 스몰츠, 빌리 와그너)는 수술을 받은 후 미국 야구 명예의 전당에 입성했다.

## 목록
던지지 않는 팔에 수술을 받은 선수를 나타낸다.
| 선수                            | 포지션             | 투구 팔 | 수술 날짜                                  | 참조            |
| ------------------------------- | ------------------ | ------- | ------------------------------------------ | --------------- |
| 데이비드 아즈마                 | 투수               | 오른쪽  | 2011년 7월 22일                            | [ 2 ]           |
| 돈 에이스                       | 투수               | 오른쪽  | 1982년 10월 18일                           | [ 3 ]           |
| 네이트 애드콕                   | 투수               | 오른쪽  | 2015년 8월                                 | [ 4 ]           |
| 닉 아덴하트                     | 투수               | 오른쪽  | 2004년 6월                                 | [ 5 ]           |
| 브래디 아이켄                   | 투수               | 왼쪽    | 2015년 3월                                 | [ 6 ]           |
| 샌디 알칸타라                   | 투수               | 오른쪽  | 2023년 10월 6일                            | [ 7 ]           |
| 댄 알타빌라                     | 투수               | 오른쪽  | 2021년 6월 9일                             | [ 8 ]           |
| 브렛 앤더슨 (야구 선수)         | 투수               | 왼쪽    | 2011년 7월 15일                            | [ 9 ]           |
| 브라이언 앤더슨 (투수)          | 투수               | 왼쪽    | 2005년 6월 2006년                          | [ 10 ] [ 11 ]   |
| 코디 앤더슨 (야구 선수)         | 투수               | 오른쪽  | 2017년 3월                                 | [ 12 ]          |
| 이안 앤더슨 (야구 선수)         | 투수               | 오른쪽  | 2023년 4월 13일                            | [ 13 ]          |
| 저스틴 앤더슨 (야구 선수)       | 투수               | 오른쪽  | 2020년 7월                                 | [ 14 ]          |
| 릭 안킬                         | 투수 / 외야수      | 왼쪽    | 2003년 7월                                 | [ 15 ]          |
| 브래드 안스버그                 | 투수               | 오른쪽  | 1988년                                     | [ 16 ]          |
| 호세 아레돈도                   | 투수               | 오른쪽  | 2010년 2월                                 | [ 17 ]          |
| 브론슨 아로요                   | 투수               | 오른쪽  | 2014년 7월 15일                            | [ 18 ]          |
| 앤디 애시비                     | 투수               | 오른쪽  | 2003년                                     | [ 10 ]          |
| 마이크 아빌레스                 | 내야수             | 오른쪽  | 2009년                                     | [ 10 ]          |
| 다니스 바에스                   | 투수               | 오른쪽  | 2007년 10월 26일                           | [ 19 ]          |
| 호머 베일리                     | 투수               | 오른쪽  | 2015년 5월 8일                             | [ 20 ]          |
| 존 베이커 (야구 선수)           | 포수               | 오른쪽  | 2010년                                     | [ 21 ]          |
| 스콧 베이커                     | 투수               | 오른쪽  | 2012년 4월 17일                            | [ 22 ]          |
| 로코 발델리                     | 외야수             | 오른쪽  | 2005년 6월                                 | [ 23 ]          |
| 앤서니 반다                     | 투수               | 왼쪽    | 2018년 6월                                 | [ 24 ]          |
| 프랭클린 바레토                 | 내야수             | 오른쪽  | 2021년 5월                                 | [ 25 ]          |
| 애런 배럿                       | 투수               | 오른쪽  | 2015년 9월 3일                             | [ 26 ]          |
| 크리스 배싯                     | 투수               | 오른쪽  | 2016년 5월 5일                             | [ 27 ]          |
| 브랜던 비치                     | 투수               | 오른쪽  | 2012년 6월 21일 2014년 3월 21일            | [ 28 ] [ 29 ]   |
| 로드 벡                         | 투수               | 오른쪽  | 2001년 10월                                | [ 30 ]          |
| 에리크 베다르 (야구 선수)       | 투수               | 왼쪽    | 2002년 9월 10일                            | [ 31 ]          |
| 맷 비치                         | 투수               | 왼쪽    | 1998년 1999년                              | [ 10 ]          |
| 타일러 비드                     | 투수               | 오른쪽  | 2020년 3월 20일                            | [ 32 ]          |
| 젤렌 벡스                       | 투수               | 왼쪽    | 2020년 9월 2일                             | [ 33 ]          |
| 조 베이멜                       | 투수               | 왼쪽    | 2012년 5월 1일                             | [ 34 ]          |
| 크리스 벤슨                     | 투수               | 오른쪽  | 2001년 5월 22일                            | [ 35 ]          |
| 애덤 버네로                     | 투수               | 오른쪽  | 2007년                                     | [ 11 ]          |
| 프레렌더 베로아                 | 투수               | 오른쪽  | 2025년 3월                                 | [ 36 ]          |
| 조 비아히니                     | 투수               | 오른쪽  | 2010년                                     | [ 37 ]          |
| 제시 비들                       | 투수               | 왼쪽    | 2015년 10월 14일                           | [ 38 ]          |
| 헌터 비숍                       | 외야수             | 오른쪽  | 2023년 4월                                 | [ 39 ]          |
| 카일 블랭크스                   | 내야수 / 외야수    | 오른쪽  | 2012년 5월 1일                             | [ 40 ]          |
| 리키 본스                       | 투수               | 오른쪽  | 2003년 5월                                 | [ 41 ]          |
| 페드로 보르본 주니어            | 투수               | 왼쪽    | 1996년 8월 30일                            | [ 42 ]          |
| 듀온 브라질턴                   | 투수               | 오른쪽  | 1996년                                     | [ 43 ]          |
| 빌 브레이                       | 투수               | 왼쪽    | 2009년 5월                                 | [ 44 ]          |
| 존 브레비아                     | 투수               | 오른쪽  | 2020년 6월                                 | [ 45 ]          |
| 잭 브리턴                       | 투수               | 왼쪽    | 2021년 9월 9일                             | [ 46 ]          |
| 더그 브로케일                   | 투수               | 오른쪽  | 2001년 2002년                              | [ 10 ]          |
| 크리스 부빅                     | 투수               | 왼쪽    | 2023년 4월 21일                            | [ 47 ]          |
| JT 브루베이커                   | 투수               | 오른쪽  | 2023년 4월                                 | [ 48 ]          |
| 워커 뷸러                       | 투수               | 오른쪽  | 2015년 8월 5일 2022년 8월 23일             | [ 10 ]          |
| 암비오릭스 부르고스             | 투수               | 오른쪽  | 2007년 8월 28일                            | [ 49 ]          |
| A. J. 버넷                      | 투수               | 오른쪽  | 2003년 4월                                 | [ 50 ]          |
| 숀 버넷                         | 투수               | 왼쪽    | 2014년 6월 6일                             | [ 51 ]          |
| 폴 버드                         | 투수               | 오른쪽  | 2003년 7월 1일                             | [ 52 ]          |
| 톰 칸디오티                     | 투수               | 오른쪽  | 1981년                                     | [ 10 ]          |
| 호세 칸세코                     | 외야수             | 오른쪽  | 1993년 7월 9일                             | [ 53 ]          |
| 카터 캡스                       | 투수               | 오른쪽  | 2016년 3월 8일                             | [ 54 ]          |
| 크리스 카푸아노                 | 투수               | 왼쪽    | 2002년 5월 2008년 5월                      | [ 55 ] [ 56 ]   |
| 후안 카렐라                     | 투수               | 오른쪽  | 2025년 3월                                 | [ 36 ]          |
| 샘 칼슨                         | 투수               | 오른쪽  | 2018년 7월 2일                             | [ 57 ]          |
| 크리스 카펜터                   | 투수               | 오른쪽  | 2007년 7월                                 | [ 58 ]          |
| 카를로스 카라스코 (야구 선수)   | 투수               | 오른쪽  | 2011년 9월 14일                            | [ 59 ]          |
| 커트 카살리                     | 포수               | 오른쪽  | 2009년                                     | [ 21 ]          |
| 커빈 카스트로                   | 포수               | 오른쪽  | 2017년                                     | [ 60 ]          |
| 조바 체임벌린                   | 투수               | 오른쪽  | 2011년 6월 16일                            | [ 61 ]          |
| 브루스 첸                       | 투수               | 왼쪽    | 2007년                                     | [ 10 ]          |
| 천웨이인                        | 투수               | 왼쪽    | 2006년                                     | [ 62 ]          |
| 요니 치리노스                   | 투수               | 오른쪽  | 2020년 8월 25일                            | [ 63 ]          |
| 추신수                          | 외야수             | 왼쪽    | 2007년 9월                                 | [ 64 ]          |
| 스티브 크리스마스               | 포수               | 오른쪽  | 1986년                                     | [ 21 ]          |
| 마이크 클레빈저                 | 투수               | 오른쪽  | 2020년 11월 17일                           | [ 65 ]          |
| 알렉스 콥                       | 투수               | 오른쪽  | 2015년 5월 14일                            | [ 66 ]          |
| 토드 코피                       | 투수               | 오른쪽  | 1999년 8월 2012년 7월                      | [ 67 ]          |
| 필 코크                         | 투수               | 왼쪽    | 2018년 8월                                 | [ 68 ]          |
| 그레그 콜브런                   | 내야수             | 오른쪽  | 1991년 1993년 8월 10일                     | [ 69 ]          |
| 게릿 콜                         | 투수               | 오른쪽  | 2025년 3월 11일                            | [ 70 ]          |
| 팀 콜린스 (야구 선수)           | 투수               | 왼쪽    | 2015년 3월 2016년 3월                      | [ 71 ] [ 72 ]   |
| 패트릭 코빈                     | 투수               | 왼쪽    | 2014년 3월 25일                            | [ 73 ]          |
| 레알 코미어                     | 투수               | 왼쪽    | 1997년                                     | [ 74 ]          |
| 매니 코파스                     | 투수               | 오른쪽  | 2010년                                     | [ 75 ]          |
| 크리스 코스트                   | 포수               | 오른쪽  | 2010년                                     | [ 21 ]          |
| 자렐 코튼                       | 투수               | 오른쪽  | 2018년 3월 21일                            | [ 76 ]          |
| 닐 코츠                         | 투수               | 왼쪽    | 2009년 7월                                 | [ 77 ]          |
| 잭 코자트                       | 유격수             | 오른쪽  | 2011년 8월                                 | [ 78 ]          |
| 칼 크로퍼드                     | 외야수             | 왼쪽    | 2012년 8월 23일                            | [ 79 ]          |
| 개럿 크로셰                     | 투수               | 왼쪽    | 2022년 4월 2일                             | [ 80 ]          |
| 호니 쿠에토                     | 투수               | 오른쪽  | 2018년 8월 2일                             | [ 81 ]          |
| 브랜던 컴프턴                   | 투수               | 오른쪽  | 2015년 3월 10일                            | [ 82 ]          |
| 존 커티스 (야구 선수)           | 투수               | 오른쪽  | 2012년 8월 2021년 9월 7일                  | [ 83 ] [ 84 ]   |
| 트래비스 다노                   | 포수               | 오른쪽  | 2018년 4월 17일                            | [ 85 ]          |
| 다르빗슈 유                     | 투수               | 오른쪽  | 2015년 3월 17일                            | [ 86 ]          |
| 벤 데이비스 (야구 선수)         | 포수               | 오른쪽  | 2005년                                     | [ 21 ]          |
| 그랜트 데이턴                   | 투수               | 왼쪽    | 2017년 8월 29일                            | [ 87 ]          |
| 호르헤 데라로사                 | 투수               | 왼쪽    | 2011년                                     | [ 10 ]          |
| 루비 데 라 로사                 | 투수               | 오른쪽  | 2011년 2017년 8월 2일                      | [ 88 ]          |
| 호세 데 레온                    | 투수               | 오른쪽  | 2018년 3월 13일                            | [ 89 ]          |
| 제이컵 디그롬                   | 투수               | 오른쪽  | 2010년 10월 10일 2023년 6월 12일           | [ 90 ] [ 91 ]   |
| 매니 델카멘                     | 투수               | 오른쪽  | 2003년 5월 2일                             | [ 92 ]          |
| 라이언 뎀스터                   | 투수               | 오른쪽  | 2003년 8월 4일                             | [ 93 ]          |
| 크리스 데벤스키                 | 투수               | 오른쪽  | 2021년 6월 5일                             | [ 94 ]          |
| 조이 데바인                     | 투수               | 오른쪽  | 2009년 2012년                              | [ 10 ]          |
| 알렉스 디커슨                   | 외야수             | 왼쪽    | 2018년 3월                                 | [ 95 ]          |
| 옥타비오 도텔                   | 투수               | 오른쪽  | 2005년 6월 6일                             | [ 96 ]          |
| 펠릭스 듀브론트                 | 투수               | 왼쪽    | 2016년 4월 12일                            | [ 97 ]          |
| 대런 드라이포트                 | 투수               | 오른쪽  | 1995년 3월 14일 2001년 7월 9일             | [ 98 ]          |
| 대니 더피                       | 투수               | 왼쪽    | 2012년 6월 13일                            | [ 99 ]          |
| 잭 듀크                         | 투수               | 왼쪽    | 2016년 10월 14일                           | [ 100 ]         |
| 에루비엘 두라소                 | 지명 타자          | 왼쪽    | 2005년                                     | [ 10 ]          |
| 애덤 이튼 (투수)                | 투수               | 오른쪽  | 2001년                                     | [ 101 ]         |
| 조시 에드긴                     | 투수               | 왼쪽    | 2015년 3월                                 | [ 102 ]         |
| 칼 엘드레드                     | 투수               | 오른쪽  | 1995년 6월 23일                            | [ 103 ]         |
| 네이선 이발디                   | 투수               | 오른쪽  | 2007년 5월 2016년 8월 19일                 | [ 104 ]         |
| 스콧 에릭슨                     | 투수               | 오른쪽  | 2000년 8월                                 | [ 105 ]         |
| 로비 얼린                       | 투수               | 왼쪽    | 2016년 5월                                 | [ 106 ]         |
| 피트 페어뱅크스                 | 투수               | 오른쪽  | 2011년 2017년                              | [ 107 ]         |
| 존 패럴 (감독)                  | 투수               | 오른쪽  | 1990년 10월 1991년 9월                     | [ 108 ]         |
| 에릭 페디                       | 투수               | 오른쪽  | 2015년 6월 3일                             | [ 109 ]         |
| 스콧 펠드먼                     | 투수               | 오른쪽  | 2003년                                     | [ 110 ]         |
| 네프탈리 펠리스                 | 투수               | 오른쪽  | 2012년 8월 1일                             | [ 111 ]         |
| 케일럽 퍼거슨                   | 투수               | 왼쪽    | 2014년 2020년 9월 23일                     | [ 112 ] [ 113 ] |
| 호세 페르난데스 (1992년)        | 투수               | 오른쪽  | 2014년 5월 16일                            | [ 114 ]         |
| 맷 페스타                       | 투수               | 오른쪽  | 2020년 3월                                 | [ 115 ]         |
| 개빈 플로이드                   | 투수               | 오른쪽  | 2013년 5월                                 | [ 116 ]         |
| 존 포스터 (야구 선수)           | 투수               | 왼쪽    | 2006년 6월 6일                             | [ 117 ]         |
| 채드 폭스                       | 투수               | 오른쪽  | 1996년 7월 1997년 7월 27일                 | [ 118 ]         |
| 존 프랑코                       | 투수               | 왼쪽    | 2002년 5월 15일                            | [ 119 ]         |
| 제이슨 프레이저                 | 투수               | 오른쪽  | 1999년 2001년                              | [ 120 ]         |
| 맥스 프리드                     | 투수               | 왼쪽    | 2014년 8월 20일                            | [ 121 ]         |
| 후지카와 규지                   | 투수               | 오른쪽  | 2013년 6월                                 | [ 116 ]         |
| 라파엘 푸르칼                   | 유격수             | 오른쪽  | 2013년 3월 7일                             | [ 122 ]         |
| 마이클 풀머                     | 투수               | 오른쪽  | 2019년 3월 27일                            | [ 123 ]         |
| 에리크 가녜                     | 투수               | 오른쪽  | 1997년 2005년 6월                          | [ 124 ]         |
| 하이메 가르시아                 | 투수               | 왼쪽    | 2008년                                     | [ 125 ]         |
| 루이스 가르시아 (1996년 투수)   | 투수               | 오른쪽  | 2023년 5월 19일                            | [ 126 ]         |
| 이미 가르시아                   | 투수               | 오른쪽  | 2016년 10월 25일                           | [ 127 ]         |
| 도밍고 헤르만                   | 투수               | 오른쪽  | 2015년                                     | [ 128 ]         |
| 댄 기세                         | 투수               | 오른쪽  | 2009년                                     | [ 11 ]          |
| 켄 자일스                       | 투수               | 오른쪽  | 2020년 9월 30일                            | [ 129 ]         |
| 타일러 글래스노우               | 투수               | 오른쪽  | 2021년 8월 4일                             | [ 130 ]         |
| 치 치 곤잘레스                  | 투수               | 오른쪽  | 2017년 7월                                 | [ 131 ]         |
| 헤레미 곤살레스                 | 투수               | 오른쪽  | 1998년 8월 21일                            | [ 132 ]         |
| 마이크 곤잘레스 (투수)          | 투수               | 왼쪽    | 2007년 5월 31일                            | [ 133 ]         |
| 톰 고든                         | 투수               | 오른쪽  | 1999년 12월 13일                           | [ 134 ]         |
| 대니얼 고셋                     | 투수               | 오른쪽  | 2018년 8월 1일                             | [ 135 ]         |
| 채드 그린                       | 투수               | 오른쪽  | 2022년 6월 1일                             | [ 136 ]         |
| 헌터 그린 (야구 선수)           | 투수               | 오른쪽  | 2019년 4월                                 | [ 137 ]         |
| 디디 흐레호리위스               | 유격수             | 오른쪽  | 2018년 10월 17일                           | [ 138 ]         |
| A. J. 그리핀                    | 투수               | 오른쪽  | 2014년 4월 30일                            | [ 139 ]         |
| 제이슨 그릴리                   | 투수               | 오른쪽  | 2002년                                     | [ 140 ]         |
| 제이 그룸                       | 투수               | 왼쪽    | 2018년 5월                                 | [ 141 ]         |
| 잔델 구스타브                   | 투수               | 오른쪽  | 2017년 6월 21일                            | [ 142 ]         |
| 대릴 해밀턴                     | 외야수             | 오른쪽  | 1994년 6월 22일                            | [ 143 ]         |
| 마이크 햄프턴                   | 투수               | 왼쪽    | 2005년 9월 25일                            | [ 144 ]         |
| 조엘 핸러핸                     | 투수               | 오른쪽  | 2013년 5월 16일 2015년 3월                 | [ 145 ]         |
| 브라이스 하퍼                   | 우익수 / 지명 타자 | 오른쪽  | 2022년 11월 23일                           | [ 146 ]         |
| 맷 하비                         | 투수               | 오른쪽  | 2013년 10월 22일                           | [ 147 ]         |
| 앤드루 히니                     | 투수               | 왼쪽    | 2016년 7월                                 | [ 148 ]         |
| 제레미 헤프너                   | 투수               | 오른쪽  | 2013년 8월 2014년                          | [ 149 ]         |
| 벤 헬러                         | 투수               | 오른쪽  | 2018년 4월 6일                             | [ 150 ]         |
| 조니 헬웨그                     | 투수               | 오른쪽  | 2014년 4월 29일                            | [ 151 ]         |
| 팻 헨트겐                       | 투수               | 오른쪽  | 2001년 8월                                 | [ 101 ]         |
| 샘 헨트게스                     | 투수               | 왼쪽    | 2016년 7월 5일                             | [ 152 ]         |
| 타이 헨슬리                     | 투수               | 오른쪽  | 2015년 3월 31일                            | [ 153 ]         |
| 데이비드 헤르난데스 (야구 선수) | 투수               | 오른쪽  | 2014년 3월 24일                            | [ 90 ]          |
| 조 헤스케스                     | 투수               | 왼쪽    | 1981년                                     | [ 154 ]         |
| 에런 힉스                       | 외야수             | 오른쪽  | 2019년 10월 30일                           | [ 155 ]         |
| 조던 힉스 (야구 선수)           | 투수               | 오른쪽  | 2019년 6월 26일                            | [ 156 ]         |
| 카일 히가시오카                 | 포수               | 오른쪽  | 2013년                                     | [ 21 ]          |
| 제이든 힐                       | 투수               | 오른쪽  | 2021년 4월                                 | [ 157 ]         |
| 스털링 히치콕                   | 투수               | 왼쪽    | 2000년 6월 6일                             | [ 10 ]          |
| 제프 호프먼                     | 투수               | 오른쪽  | 2014년                                     | [ 158 ]         |
| 구나르 호글룬드 (야구 선수)     | 투수               | 오른쪽  | 2021년 5월 15일                            | [ 159 ]         |
| 그레그 홀랜드                   | 투수               | 오른쪽  | 2015년 10월 2일                            | [ 160 ]         |
| 마리오 홀랜즈                   | 투수               | 왼쪽    | 2015년 4월 8일                             | [ 161 ]         |
| 맷 홀리데이                     | 외야수             | 오른쪽  | 2001년 7월 24일                            | [ 90 ]          |
| 브렌트 허니웰                   | 투수               | 오른쪽  | 2018년 2월 27일                            | [ 162 ]         |
| J. R. 하우스                    | 포수               | 오른쪽  | 2002년                                     | [ 21 ]          |
| 대니얼 허드슨                   | 투수               | 오른쪽  | 2012년 7월 9일 2013년 6월 18일             | [ 163 ]         |
| 팀 허드슨                       | 투수               | 오른쪽  | 2008년 8월 2일                             | [ 164 ]         |
| 토드 헌들리                     | 포수               | 오른쪽  | 1997년                                     | [ 21 ]          |
| 필립 험버                       | 투수               | 오른쪽  | 2005년                                     | [ 165 ]         |
| 제이슨 이스링하우젠             | 투수               | 오른쪽  | 1998년 1월 13일 2008년 9월 2009년 6월 16일 | [ 166 ]         |
| 세자르 이즈투리스               | 유격수             | 오른쪽  | 2005년 9월 17일                            | [ 167 ]         |
| A. J. 히메네스                  | 포수               | 오른쪽  | 2012년                                     | [ 21 ]          |
| 토미 존                         | 투수               | 왼쪽    | 1974년 9월 25일                            | [ 168 ]         |
| 조시 존슨                       | 투수               | 오른쪽  | 2007년 8월 3일 2014년 4월 24일 2015년 9월  | [ 169 ] [ 170 ] |
| 자흐마이 존스                   | 내야수             | 오른쪽  | 2022년 5월 27일                            | [ 171 ]         |
| 네이트 존스 (야구 선수)         | 투수               | 오른쪽  | 2017년 7월 11일                            | [ 172 ]         |
| 토미 케인리                     | 투수               | 오른쪽  | 2020년 8월 4일                             | [ 173 ]         |
| 스티브 카세이                   | 투수               | 오른쪽  | 1995년                                     | [ 174 ]         |
| 앤서니 케이                     | 투수               | 왼쪽    | 2016년 10월 4일                            | [ 175 ]         |
| 케오네 켈라                     | 투수               | 오른쪽  | 2021년 5월 19일                            | [ 176 ]         |
| 케이시 켈리                     | 투수               | 오른쪽  | 2013년 4월 2일                             | [ 177 ]         |
| 돈 켈리 (야구 선수)             | 내야수 / 외야수    | 오른쪽  | 2015년 7월 14일                            | [ 178 ]         |
| 스티븐 켄트 (야구 선수)         | 투수               | 왼쪽    | 2013년 12월 2일                            | [ 179 ]         |
| 스펜서 키붐                     | 포수               | 오른쪽  | 2013년                                     | [ 21 ]          |
| 조시 키니                       | 투수               | 오른쪽  | 2007년                                     | [ 10 ]          |
| 앤드루 키트리지                 | 투수               | 오른쪽  | 2022년 6월 22일                            | [ 180 ]         |
| 앤드루 내프                     | 포수               | 오른쪽  | 2013년                                     | [ 21 ]          |
| 빌리 코흐                       | 투수               | 오른쪽  | 1997년                                     | [ 10 ]          |
| 타일러 콜렉 (야구 선수)         | 투수               | 오른쪽  | 2016년 4월 7일                             | [ 181 ]         |
| 조지 콘토스                     | 투수               | 오른쪽  | 2009년 7월 7일                             | [ 90 ]          |
| 마이클 코페치                   | 투수               | 오른쪽  | 2018년 9월 18일                            | [ 182 ]         |
| 잭슨 코워                       | 투수               | 오른쪽  | 2024년 3월                                 | [ 183 ]         |
| 맥스 크래닉                     | 투수               | 오른쪽  | 2022년 6월 3일                             | [ 184 ]         |
| 궈홍즈                          | 투수               | 왼쪽    | 2000년 2003년                              | [ 185 ]         |
| 채드 쿨                         | 투수               | 오른쪽  | 2018년 9월 19일                            | [ 186 ]         |
| 존 래키                         | 투수               | 오른쪽  | 2011년 11월 1일                            | [ 187 ]         |
| 존 램                           | 투수               | 왼쪽    | 2018년 7월 10일                            | [ 188 ]         |
| 디넬손 라메트                   | 투수               | 오른쪽  | 2018년 4월                                 | [ 189 ]         |
| 맥스 라자르                     | 투수               | 오른쪽  | 2021년                                     | [ 190 ]         |
| 잭 레더시치                     | 투수               | 왼쪽    | 2015년 7월 30일                            | [ 191 ]         |
| 저스틴 레이어                   | 투수               | 오른쪽  | 2010년 5월                                 | [ 192 ]         |
| 콜비 루이스                     | 투수               | 오른쪽  | 1996년 9월 27일                            | [ 90 ]          |
| 존 리버                         | 투수               | 오른쪽  | 2002년 8월 7일                             | [ 193 ]         |
| 케리 리텐버그                   | 투수               | 오른쪽  | 1999년                                     | [ 10 ]          |
| 제이컵 린드그렌                 | 투수               | 왼쪽    | 2016년 8월 2018년 3월 27일                 | [ 194 ] [ 195 ] |
| 프란시스코 리리아노             | 투수               | 왼쪽    | 2006년 11월 6일                            | [ 196 ]         |
| 로드리고 로페스                 | 투수               | 오른쪽  | 2007년 8월 22일                            | [ 197 ]         |
| 배럿 룩스                       | 투수               | 오른쪽  | 2013년                                     | [ 198 ]         |
| 리처드 러브레이디               | 투수               | 왼쪽    | 2021년 9월                                 | [ 199 ]         |
| 조이 루체시                     | 투수               | 왼쪽    | 2021년 6월 24일                            | [ 200 ]         |
| 트레이 런스포드                 | 포수               | 오른쪽  | 2006년                                     | [ 21 ]          |
| 랜스 린                         | 투수               | 오른쪽  | 2015년 11월 10일                           | [ 201 ]         |
| 라이언 매드슨                   | 투수               | 오른쪽  | 2012년 3월                                 | [ 202 ]         |
| 마에다 겐타                     | 투수               | 오른쪽  | 2021년 9월 1일                             | [ 203 ]         |
| 맷 매길                         | 투수               | 오른쪽  | 2015년 5월                                 | [ 204 ]         |
| 맷 맨타이                       | 투수               | 오른쪽  | 2001년 6월 19일                            | [ 205 ]         |
| 조 맨티플리                     | 투수               | 왼쪽    | 2018년 3월 9일                             | [ 206 ]         |
| 숀 마컴                         | 투수               | 오른쪽  | 2008년 9월 30일                            | [ 207 ]         |
| 코빈 마틴                       | 투수               | 오른쪽  | 2019년 7월 3일                             | [ 208 ]         |
| 호르헤 마테오                   | 내야수             | 왼쪽    | 2024년 8월 28일                            | [ 209 ]         |
| 마쓰자카 다이스케               | 투수               | 오른쪽  | 2011년 6월 10일                            | [ 210 ]         |
| 스콧 매티슨                     | 투수               | 오른쪽  | 2006년 9월                                 | [ 211 ]         |
| 마이클 마투엘라                 | 투수               | 오른쪽  | 2015년 4월                                 | [ 212 ]         |
| 스티븐 매츠                     | 투수               | 왼쪽    | 2010년 5월 18일                            | [ 90 ]          |
| 더스틴 메이                     | 투수               | 오른쪽  | 2021년 5월 12일                            | [ 213 ]         |
| 트레버 메이                     | 투수               | 오른쪽  | 2017년 3월 22일                            | [ 214 ]         |
| 조 메이스 (투수)                | 투수               | 오른쪽  | 2003년                                     | [ 10 ]          |
| 팀 마이자                       | 투수               | 왼쪽    | 2019년 9월 18일                            | [ 215 ]         |
| 브랜던 매카시                   | 투수               | 오른쪽  | 2015년 4월 30일                            | [ 216 ]         |
| 셰인 매클래너핸                 | 투수               | 왼쪽    | 2016년 2023년 8월 21일                     | [ 217 ]         |
| 랜스 매컬러스 주니어            | 투수               | 오른쪽  | 2018년 11월 6일                            | [ 218 ]         |
| 더스틴 맥고원                   | 투수               | 오른쪽  | 2004년 5월 13일                            | [ 219 ]         |
| 앤드루 매키런                   | 투수               | 왼쪽    | 2012년 2016년 3월                          | [ 220 ]         |
| 존 민스 (야구 선수)             | 투수               | 왼쪽    | 2022년 4월 27일                            | [ 221 ]         |
| 크리스 메들렌                   | 투수               | 오른쪽  | 2010년 8월 2014년 3월 18일                 | [ 222 ]         |
| 젠리 메히아                     | 투수               | 오른쪽  | 2011년 4월                                 | [ 149 ]         |
| 호세 메사                       | 투수               | 오른쪽  | 1989년 6월                                 | [ 223 ]         |
| 케이넌 미들턴                   | 투수               | 오른쪽  | 2018년 5월 22일                            | [ 224 ]         |
| 셸비 밀러                       | 투수               | 오른쪽  | 2017년 5월 10일                            | [ 225 ]         |
| 에릭 밀턴                       | 투수               | 왼쪽    | 2007년 6월                                 | [ 226 ]         |
| 케이시 마이즈                   | 투수               | 오른쪽  | 2022년 6월 15일                            | [ 227 ]         |
| 폴 몰리터                       | 3루수              | 오른쪽  | 1984년 5월 21일                            | [ 228 ]         |
| 라파엘 몬테로 (야구 선수)       | 투수               | 오른쪽  | 2018년 3월                                 | [ 229 ]         |
| 조던 몽고메리                   | 투수               | 왼쪽    | 2018년 6월 7일2025년 4월                   | [ 230 ] [ 231 ] |
| 맷 무어 (야구 선수)             | 투수               | 왼쪽    | 2014년 4월 22일                            | [ 232 ]         |
| 오르베르 모레노                 | 투수               | 오른쪽  | 2000년 6월                                 | [ 233 ]         |
| 짐 모리스                       | 투수               | 왼쪽    | 1986년 1월                                 | [ 234 ]         |
| 맷 모리스                       | 투수               | 오른쪽  | 1999년                                     | [ 10 ]          |
| 찰리 모턴                       | 투수               | 오른쪽  | 2012년 6월                                 | [ 235 ]         |
| 존 모스코트                     | 투수               | 오른쪽  | 2016년 7월                                 | [ 236 ]         |
| 제이미 모이어                   | 투수               | 왼쪽    | 2010년 12월 1일                            | [ 237 ]         |
| 안드레스 무뇨스                 | 투수               | 오른쪽  | 2020년 3월                                 | [ 238 ]         |
| 조 머스그로브                   | 투수               | 오른쪽  | 2024년 11월                                | [ 239 ]         |
| 하비에르 나디                   | 외야수             | 오른쪽  | 2001년 2009년                              | [ 10 ]          |
| 조 네이선                       | 투수               | 오른쪽  | 2010년 3월 2015년 4월 29일                 | [ 240 ]         |
| 패키 노턴                       | 투수               | 왼쪽    | 2013년                                     | [ 241 ]         |
| 데니 니글                       | 투수               | 왼쪽    | 2003년                                     | [ 10 ]          |
| 지미 넬슨 (야구 선수)           | 투수               | 오른쪽  | 2021년 8월                                 |                 |
| 이반 노바                       | 투수               | 오른쪽  | 2014년 4월 29일                            | [ 242 ]         |
| 다리엔 누네즈                   | 투수               | 왼쪽    | 2022년 4월                                 | [ 243 ]         |
| 라이언 오로크                   | 투수               | 왼쪽    | 2017년 4월                                 | [ 244 ]         |
| 오타니 쇼헤이                   | 투수 / 지명 타자   | 오른쪽  | 2018년 10월 1일                            | [ 245 ]         |
| 대런 올리버                     | 투수               | 왼쪽    | 1991년 5월                                 | [ 246 ]         |
| 스티브 온티베로스 (투수)        | 투수               | 오른쪽  | 1989년 1996년 6월                          | [ 247 ] [ 120 ] |
| 로베르토 오수나                 | 투수               | 오른쪽  | 2013년 6월                                 | [ 248 ]         |
| 코너 오버튼                     | 투수               | 오른쪽  | 2023년 5월 23일                            | [ 249 ]         |
| 크리스 패닥                     | 투수               | 오른쪽  | 2016년 8월 15일                            | [ 250 ]         |
| 후안 파디야 (투수)              | 투수               | 오른쪽  | 2006년 3월 14일                            | [ 251 ]         |
| 재러드 파커                     | 투수               | 오른쪽  | 2009년 10월 28일 2014년 3월 24일           | [ 252 ] [ 253 ] |
| 바비 파넬                       | 투수               | 오른쪽  | 2014년 4월                                 | [ 149 ]         |
| 존 패리시 (야구 선수)           | 투수               | 왼쪽    | 2005년 7월 15일                            | [ 254 ]         |
| 칼 파바노                       | 투수               | 오른쪽  | 2007년 6월 5일                             | [ 10 ]          |
| 제이 페이턴                     | 외야수             | 오른쪽  | 1995년 1997년 3월                          | [ 255 ]         |
| 제임스 팩스턴                   | 투수               | 왼쪽    | 2021년 4월                                 | [ 256 ]         |
| 마이크 펠프리                   | 투수               | 오른쪽  | 2012년 4월                                 | [ 257 ]         |
| 오달리스 페레즈                 | 투수               | 왼쪽    | 1999년 8월 5일                             | [ 258 ]         |
| 살바도르 페레즈                 | 포수               | 오른쪽  | 2019년 3월 6일                             | [ 259 ]         |
| 데이비드 펠프스 (야구 선수)     | 투수               | 오른쪽  | 2018년 3월                                 | [ 260 ]         |
| 브랜든 핀더                     | 투수               | 오른쪽  | 2016년 4월 26일                            | [ 261 ]         |
| 마이클 피네다                   | 투수               | 오른쪽  | 2017년 7월 18일                            | [ 262 ]         |
| 콜린 포체                       | 투수               | 왼쪽    | 2014년 6월 23일 2020년 7월 29일            | [ 263 ] [ 264 ] |
| 빌 펄시퍼                       | 투수               | 왼쪽    | 1996년 4월 17일                            | [ 265 ]         |
| 잭 푸트넘                       | 투수               | 오른쪽  | 2017년 6월                                 | [ 266 ]         |
| J. C. 라미레즈                  | 투수               | 오른쪽  | 2018년 4월                                 | [ 267 ]         |
| 드루 라스무센                   | 투수               | 오른쪽  | 2016년 3월 2017년 9월                      | [ 268 ] [ 269 ] |
| 로비 레이                       | 투수               | 왼쪽    | 2023년 5월 3일                             | [ 270 ]         |
| 콜린 리                         | 투수               | 오른쪽  | 2016년 11월 10일                           | [ 271 ]         |
| 숀 리드-폴리                    | 투수               | 오른쪽  | 2022년 5월 11일                            | [ 272 ]         |
| 알 레예스                       | 투수               | 오른쪽  | 1995년 2005년                              | [ 10 ]          |
| 알렉스 레예스                   | 투수               | 오른쪽  | 2017년 2월 16일                            | [ 273 ]         |
| 앤서니 레예스                   | 투수               | 오른쪽  | 2009년                                     | [ 10 ]          |
| 프랭크 리첼리                   | 투수               | 왼쪽    | 1979년                                     | [ 274 ]         |
| 제로드 리건                     | 투수               | 오른쪽  | 2004년 6월 29일                            | [ 275 ]         |
| 호세 리호                       | 투수               | 오른쪽  | 1995년 1997년                              | [ 276 ]         |
| T. J. 리베라                    | 내야수             | 오른쪽  | 2017년 9월 14일                            | [ 277 ]         |
| 데이비드 로버트슨 (야구 선수)   | 투수               | 오른쪽  | 2019년 8월 15일                            | [ 278 ]         |
| 네이트 로버트슨                 | 투수               | 왼쪽    | 1998년                                     | [ 279 ]         |
| 브래디 로저스                   | 투수               | 오른쪽  | 2017년 5월 2일                             | [ 280 ]         |
| 페르난도 로드니                 | 투수               | 오른쪽  | 2004년 4월 29일                            | [ 281 ]         |
| 조던 로마노                     | 투수               | 오른쪽  | 2015년 4월                                 | [ 282 ]         |
| 페르난도 로메로 (야구 선수)     | 투수               | 오른쪽  | 2014년                                     | [ 283 ]         |
| 조조 로메로                     | 투수               | 왼쪽    | 2021년 5월 25일                            | [ 284 ]         |
| 엑토르 론돈                     | 투수               | 오른쪽  | 2010년 8월                                 | [ 285 ]         |
| 트레버 로즌솔                   | 투수               | 오른쪽  | 2017년 8월                                 | [ 286 ]         |
| 조 로스 (야구 선수)             | 투수               | 오른쪽  | 2017년 7월 19일                            | [ 287 ]         |
| 류현진                          | 투수               | 왼쪽    | 2004 2022년 6월 18일                       | [ 288 ]         |
| 대니 살라자르                   | 투수               | 오른쪽  | 2010년                                     | [ 289 ]         |
| 크리스 세일                     | 투수               | 왼쪽    | 2020년 3월                                 | [ 290 ]         |
| 아니발 산체스                   | 투수               | 오른쪽  | 2003년                                     | [ 291 ]         |
| 미겔 사노                       | 3루수              | 오른쪽  | 2014년 3월 12일                            | [ 292 ]         |
| 스콧 셰노와이스                 | 투수               | 왼쪽    | 1994년                                     | [ 293 ]         |
| 보 슐츠                         | 투수               | 오른쪽  | 2017년 3월 29일                            | [ 294 ]         |
| 코리 시거                       | 유격수             | 오른쪽  | 2018년 5월 4일                             | [ 295 ]         |
| 서재응                          | 투수               | 오른쪽  | 1999년 5월                                 | [ 255 ]         |
| 루이스 세베리노                 | 투수               | 오른쪽  | 2020년 2월 27일                            | [ 296 ]         |
| 케빈 섀클퍼드                   | 투수               | 오른쪽  | 2018년 6월                                 | [ 297 ]         |
| 벤 시츠                         | 투수               | 오른쪽  | 2010년 8월                                 | [ 298 ]         |
| 라이언 셰리프                   | 투수               | 왼쪽    | 2018년 6월 5일                             | [ 299 ]         |
| 제이슨 쉬엘                     | 투수               | 오른쪽  | 2004년 5월                                 | [ 74 ]          |
| 빌 시마스                       | 투수               | 오른쪽  | 2000년                                     | [ 116 ]         |
| 셰이 시몬스                     | 투수               | 오른쪽  | 2015년 2월 12일                            | [ 300 ]         |
| 타일러 스캐그스                 | 투수               | 왼쪽    | 2014년 8월 13일                            | [ 301 ]         |
| 카슨 스미스 (야구 선수)         | 투수               | 오른쪽  | 2016년 5월 24일                            | [ 302 ]         |
| 윌 스미스 (투수)                | 투수               | 왼쪽    | 2017년 3월 30일                            | [ 303 ]         |
| 존 스몰츠                       | 투수               | 오른쪽  | 2000년 3월 23일                            | [ 90 ]          |
| 드루 스마일리                   | 투수               | 왼쪽    | 2017년 7월 6일                             | [ 304 ]         |
| 호아킴 소리아                   | 투수               | 오른쪽  | 2003년 4월 2012년 3월                      | [ 305 ]         |
| 라파엘 소리아노                 | 투수               | 오른쪽  | 2004년 8월 17일                            | [ 306 ]         |
| 글렌 스파크맨                   | 투수               | 오른쪽  | 2015년                                     | [ 307 ]         |
| 스티브 스파크스                 | 투수               | 오른쪽  | 1997년                                     | [ 308 ]         |
| 팀 스푸니바거                   | 투수               | 오른쪽  | 2003년                                     | [ 11 ]          |
| 제이슨 스탠포드 (야구 선수)     | 투수               | 왼쪽    | 2004년 7월 29일                            | [ 309 ]         |
| 드루 스토렌                     | 투수               | 오른쪽  | 2017년 9월                                 | [ 310 ]         |
| 스티븐 스트라스버그             | 투수               | 오른쪽  | 2010년 9월 3일                             | [ 311 ]         |
| 스콧 스트리클랜드               | 투수               | 오른쪽  | 2003년 6월                                 | [ 312 ]         |
| 로스 스트리플링                 | 투수               | 오른쪽  | 2014년 3월                                 | [ 313 ]         |
| 브렌트 스트롬                   | 투수               | 왼쪽    | 1978년                                     | [ 314 ]         |
| 타일러 스터디밴트               | 투수               | 오른쪽  | 2007년                                     | [ 315 ]         |
| 브렌트 슈터                     | 투수               | 왼쪽    | 2018년 7월 31일                            | [ 316 ]         |
| 노아 신더가드                   | 투수               | 오른쪽  | 2020년 3월 26일                            | [ 317 ]         |
| 제이미슨 타이온                 | 투수               | 오른쪽  | 2014년 4월 2019년 8월 13일                 | [ 318 ] [ 319 ] |
| 크레이그 테이텀                 | 포수               | 오른쪽  | 2005년                                     | [ 21 ]          |
| 테일러 티가든                   | 포수               | 오른쪽  | 2005년 11월                                | [ 320 ]         |
| 토마스 텔리스                   | 포수               | 오른쪽  | 2010년                                     | [ 21 ]          |
| 예센 테리엔                     | 투수               | 오른쪽  | 2017년 9월                                 | [ 321 ]         |
| 드루 소프                       | 투수               | 오른쪽  | 2025년 3월 또는 4월                        | [ 322 ]         |
| 숀 톨러슨                       | 투수               | 오른쪽  | 2007년 2017년 5월 17일                     | [ 323 ] [ 324 ] |
| 조시 톰린                       | 투수               | 오른쪽  | 2012년 8월 21일                            | [ 289 ]         |
| 글레이버 토레스                 | 내야수             | 오른쪽  | 2017년 6월                                 | [ 325 ]         |
| 빌리 트래버                     | 투수               | 왼쪽    | 2003년 9월 21일                            | [ 326 ]         |
| 루 트리비노                     | 투수               | 오른쪽  | 2023년 5월 3일                             | [ 327 ]         |
| 닉 트로페아노                   | 투수               | 오른쪽  | 2016년 8월 4일                             | [ 328 ]         |
| 존 튜더 (야구 선수)             | 투수               | 왼쪽    | 1988년 10월 27일                           | [ 329 ]         |
| 스펜서 턴불                     | 투수               | 오른쪽  | 2021년                                     | [ 330 ]         |
| 제이슨 바르가스                 | 투수               | 왼쪽    | 2015년 8월                                 | [ 331 ]         |
| 크리스천 바스케스               | 포수               | 오른쪽  | 2015년 4월 2일                             | [ 332 ]         |
| 조니 벤터스                     | 투수               | 왼쪽    | 2005년 2013년 5월 16일 2014년 9월          | [ 333 ] [ 334 ] |
| 저스틴 벌랜더                   | 투수               | 오른쪽  | 2020년 9월 30일                            | [ 335 ]         |
| 프랭크 바이올라                 | 투수               | 왼쪽    | 1994년 5월 17일                            | [ 74 ]          |
| 에딘손 볼케스                   | 투수               | 오른쪽  | 2009년 8월 3일 2017년 8월 4일              | [ 336 ] [ 337 ] |
| 와다 쓰요시                     | 투수               | 왼쪽    | 2012년 5월 11일                            | [ 338 ]         |
| 빌리 와그너                     | 투수               | 왼쪽    | 2008년 9월 10일                            | [ 339 ]         |
| 닐 와그너 (야구 선수)           | 투수               | 오른쪽  | 2014년 8월                                 | [ 340 ]         |
| 애덤 웨인라이트                 | 투수               | 오른쪽  | 2011년 2월 28일                            | [ 90 ]          |
| 타이후안 워커                   | 투수               | 오른쪽  | 2018년 4월 25일                            | [ 341 ]         |
| 대니얼 웹 (야구 선수)           | 투수               | 오른쪽  | 2016년 6월                                 | [ 342 ]         |
| 로건 웹                         | 투수               | 오른쪽  | 2016년 6월                                 | [ 343 ]         |
| 듀크 웰커                       | 투수               | 오른쪽  | 2014년 6월 5일                             | [ 344 ]         |
| 데이비드 웰스                   | 투수               | 왼쪽    | 1985년                                     | [ 10 ]          |
| 헤이든 웨스네스키               | 투수               | 오른쪽  | 2025년 5월                                 | [ 345 ]         |
| 제이크 웨스트브룩               | 투수               | 오른쪽  | 2008년 6월                                 | [ 346 ]         |
| 잭 휠러                         | 투수               | 오른쪽  | 2015년 3월                                 | [ 347 ]         |
| 밥 위크먼                       | 투수               | 오른쪽  | 2002년 12월 9일                            | [ 348 ]         |
| 맷 위터스                       | 포수               | 오른쪽  | 2014년 6월 17일                            | [ 349 ]         |
| 키튼 윈                         | 투수               | 오른쪽  | 2021년                                     | [ 350 ]         |
| 체이스 휘틀리                   | 투수               | 오른쪽  | 2015년 5월 19일                            | [ 351 ]         |
| 개럿 휘틀록 (야구 선수)         | 투수               | 오른쪽  | 2019년 7월                                 | [ 352 ]         |
| 맥 윌리엄슨                     | 외야수             | 오른쪽  | 2014년 4월 29일                            | [ 353 ]         |
| 스콧 윌리엄슨                   | 투수               | 오른쪽  | 2001년                                     | [ 74 ]          |
| 브라이언 윌슨 (야구 선수)       | 투수               | 오른쪽  | 2003년 2012년 4월 19일                     | [ 10 ] [ 354 ]  |
| C. J. 윌슨                      | 투수               | 왼쪽    | 2003년 8월 11일                            | [ 355 ]         |
| 저스틴 윌슨 (야구 선수)         | 투수               | 왼쪽    | 2022년 6월 3일                             | [ 356 ]         |
| 폴 윌슨 (야구 선수)             | 투수               | 오른쪽  | 1999년 4월 1일                             | [ 357 ]         |
| 밴스 윌슨                       | 포수               | 오른쪽  | 2007년 2008년                              | [ 21 ]          |
| 트레이 윙게이터                 | 투수               | 오른쪽  | 2020년 7월                                 | [ 358 ]         |
| 마크 월러스                     | 투수               | 오른쪽  | 1999년 7월 6일 2003년 8월 1일              | [ 359 ]         |
| 랜디 울프                       | 투수               | 왼쪽    | 2005년 7월 1일 2012년 10월                 | [ 360 ] [ 120 ] |
| 블레이크 우드                   | 투수               | 오른쪽  | 2012년 5월 18일 2018년 5월                 | [ 361 ] [ 362 ] |
| 토니 워맥                       | 내야수             | 오른쪽  | 2003년 10월 6일                            | [ 363 ]         |
| 케리 우드                       | 투수               | 오른쪽  | 1999년 4월 8일                             | [ 364 ]         |
| 브랜던 워크맨                   | 투수               | 오른쪽  | 2015년 6월 15일                            | [ 365 ]         |
| 팀 워렐                         | 투수               | 오른쪽  | 1994년 5월 12일                            | [ 366 ]         |
| 토드 워렐                       | 투수               | 오른쪽  | 1989년 12월 1일                            | [ 367 ]         |
| 커비 예이츠                     | 투수               | 오른쪽  | 2006년 2021년 3월 24일                     | [ 368 ] [ 369 ] |
| 타일러 예이츠                   | 투수               | 오른쪽  | 2002년 2009년 7월 16일                     | [ 370 ]         |
| 대니 영 (1994년 투수)           | 투수               | 왼쪽    | 2009년 5월                                 | [ 371 ]         |
| 빅토르 잠브라노                 | 투수               | 오른쪽  | 1996년 2006년 5월 15일                     | [ 372 ]         |
| 제프 짐머맨                     | 투수               | 오른쪽  | 2002년 2004년                              | [ 10 ]          |
| 조던 짐머맨                     | 투수               | 오른쪽  | 2009년 8월                                 | [ 373 ]         |
| 조엘 주마야                     | 투수               | 오른쪽  | 2012년 3월                                 | [ 374 ]         |